# Marino durante la seconda guerra mondiale

Le abitazioni addossate alla Torre Orsini (già Frangipane) distrutte nel bombardamento del 2 febbraio 1944 (foto d'epoca)

La Città di Marino durante il secondo conflitto mondiale fu coinvolta come gli altri centri dei Castelli Romani, in quella fase della campagna d'Italia che va dal 19 luglio 1943 alla presa di Roma del 4 giugno 1944. Il prezzo pagato fu assai pesante, la furia distruttrice degli eventi bellici così, a seguito dei numerosi attacchi aerei e cannoneggiamenti alleati, registrò ben 352 caduti civili oltre ad un numero imprecisato di feriti, irreparabili distruzioni del patrimonio storico e artistico, il 10% delle abitazioni abbattuto, le infrastrutture e gli impianti industriali danneggiati notevolmente o irreparabilmente, come la distilleria di Ciampino, nonché disagi e privazioni per i sopravvissuti.
Le prime vittime, 18, si ebbero il 19 luglio 1943 con il bombardamento dell'aeroporto di Ciampino, a quel tempo compreso nel territorio comunale di Marino.
Un numero consistente di vittime civili si ebbe con il bombardamento aereo del centro storico del paese il 2 febbraio 1944, non si conosce il numero esatto dei morti ma la stima si aggira in circa 200 unità.
Un altro pesante bombardamento aereo si ebbe il 17 febbraio 1944 in conseguenza del quale persero la vita, tra le altre vittime, 19 suore delle “Piccole Sorelle dei Poveri’' travolte nel crollo del proprio convento in località San Giuseppe.
Notevole fu anche lo stillicidio delle cannonate provenienti dal fronte di Anzio; una sola granata il 1º giugno 1944 stroncò la vita di 11 persone, appena uscite da un rifugio, nei pressi della Chiesa di S. Maria delle Grazie a Borgo Garibaldi.
Ai 352 caduti civili nel periodo 1943 – 1944, vanno aggiunti 39 militari morti in combattimento o a seguito di ferite riportate e 39 militari dispersi durante la seconda guerra mondiale dal 1940 al 1945.
I nomi di questi caduti, civili e militari, sono incisi nelle quattro lapidi poste presso l'altare del Crocifisso e dell'Addolorata nella Basilica di San Barnaba a Marino. Il 2 febbraio 2008, a commemorazione del bombardamento del 2 febbraio 1944, sono state poste presso il monumento ai caduti di Piazzale degli Eroi 5 steli in peperino che riportano i nomi dei caduti di Marino nella seconda guerra mondiale.

## Cronologia degli avvenimenti (1943 - 1944)

### I primi giorni
Lunedì 19 luglio 1943
La notte tra il 18 e il 19 luglio 1943 i Vickers Wellington, bombardieri medi della Royal Air Force, nell'ambito del 150th Northwest African Strategic Air Force (NASAF) avevano colpito Roma. Il giorno successivo, il 19, dalle basi del Nord Africa 556 aerei della 9ª e 12ª United States Army Air Forces (USAAF), bombardieri pesanti B-17 “Fortezze Volanti” e bombardieri medi, North American B-25 Mitchell e Martin B-26 Marauder, si alzano in volo per colpire lo snodo ferroviario di San Lorenzo, lo scalo ferroviario e l'aeroporto del Littorio in Roma nonché l'aeroporto di Ciampino in territorio di Marino. Dei 556 aerei alleati partiti 2 vengono abbattuti e solo 525 raggiungono e bombardano gli obbiettivi prefissati. A Roma vengono anche duramente colpiti dai B-17 i quartieri San Lorenzo, Tiburtino, Prenestino-Labicano, Casilino, Tuscolano, Esquilino, Porta Maggiore, Sant'Ippolito, la Basilica di San Lorenzo fuori le mura, il Cimitero Monumentale del Verano e la Città Universitaria.
Le vittime romane sono valutate in circa 3.000 morti e 11.000 feriti. A Ciampino i bombardieri medi, B-25 e B-26, oltre all'aeroporto colpiscono la ferrovia e l'acquedotto comunale. È in questa occasione che si registrano le prime vittime civili marinesi: 18 sono i caduti. Al momento del bombardamento nell'aeroporto di Ciampino erano presenti, in forza al 20º Gruppo del 51º Stormo della Regia Aeronautica, i primi 30 esemplari del modernissimo caccia Fiat G.55; i danni furono considerevoli. L'incursione aerea di questo giorno può essere definita come il primo e più pesante bombardamento portato su Roma, nonché il bombardamento che ha visto il maggior numero di aerei impiegati e il maggior numero di vittime civili dall'inizio della guerra; politicamente servì ad accelerare quegli eventi che portarono, il 25 luglio, al crollo del regime fascista.
Martedì 17 agosto 1943
Mentre le truppe del Generale Patton entrono a Messina e l'invasione della Sicilia è completata, viene colpito ancora l'aeroporto e l'abitato di Ciampino, si hanno altri caduti civili.
Mercoledì 8 settembre 1943
Prima che il Maresciallo Badoglio, alle ore 19,45 pronunciasse ai microfoni della radio (EIAR) il proclama dell'Armistizio, sottoscritto cinque giorni prima il 3 settembre a Cassibile, circa 130 B-17 del XII Bomber Command della Twelfth USAAF alle ore 12,10 colpiscono Frascati ove si era installato il Comando Supremo tedesco per il Mediterraneo agli ordini del Generalfeldmarschal Albert Kesselring. L'ubicazione del comando tedesco non era precisamente nota così viene colpita indiscriminatamente la città  provocando 500 vittime. Altri aerei colpiscono il nodo stradale di Squarciarelli distruggendo gli impianti di sollevamento dell'acquedotto che rifornisce Marino. A contrastare l'azione di bombardamento degli alleati la Regia Aeronautica alza in volo i suoi caccia per compiere così la sua ultima missione contro gli aerei anglo americani a prezzo del sacrificio di gran parte dei suoi stormi. Il giorno successivo, il 9, truppe americane sbarcheranno a Salerno nell'ambito dell'Sbarco a Salerno mentre contemporaneamente la I Divisione aviotrasportata Inglese sbarca a Taranto con l'Operazione Slapstick. Dal canto loro le truppe del Terzo Reich si organizzeranno per occupare la restante parte d'Italia. L'Italia è di fatto tagliata in due. Si aprirà quindi, il 10 settembre, la fase del cosiddetto "Regno del Sud" e poi con la liberazione di Benito Mussolini il 12 settembre, a seguito della "Operazione Quercia" (Fall Eiche), si avrà il 23 settembre successivo la costituzione della Repubblica Sociale Italiana che avrà giurisdizione su quella parte d'Italia non ancora conquistata dalle truppe alleate e al tempo stesso non ancora liberata dalle truppe italiane che combatteranno contro i tedeschi sotto la guida e il supporto anglo americano dopo la dichiarazione di guerra alla Germania, da parte del re Vittorio Emanuele III, il 13 ottobre 1943.
Venerdì 17 settembre
Dalle basi del Nord Africa si alzano in volo 65 aerei della Twelfth  USAAF per portare l'attacco all'aeroporto di Ciampino. L'obbiettivo viene raggiunto e colpito da 55 aerei, i restanti 10 rientrano alla base senza aver raggiunto Ciampino.
Giovedì 18 settembre 
Ancora 35 aerei della Twelfth USAAF dalle basi africane raggiungono Ciampino bombardandone l'aeroporto.
Lunedì 22 novembre
39 bombardieri dal 205º Gruppo della Royal Air Force nell'ambito delle Mediterranean Allied Air Forces (MAAF), provenienti dalle basi della Puglia, colpiscono nella notte tra il 22 e il 23, l'aeroporto di Ciampino.
Domenica 28 novembre
La notte tra il 28 e il 29 l'Aeroporto di Ciampino è nuovamente bombardato da 55 aerei del 205º Gruppo della Royal Air Force MAAF provenienti dalla Puglia.
Martedì 28 dicembre
L'Aeroporto di Ciampino è nuovamente bombardato, questa volta ad agire sono gli aerei della Twelfth USAAF  provenienti dalla Puglia.
Giovedì 13 gennaio
I B-25 e i B-26 del 17th Bomb Group 95th Bomb Squadron, appartenenti alla Fifteenth USAAF (United States Army Air Forces) di stanza all'aeroporto di Tronconi a Villacidro (Biddexidru) in Sardegna, colpiscono alcuni edifici, la ferrovia e l'aeroporto di Ciampino con bombe a frammentazione. Il bombardamento a tappeto ha dato un buon risultato: dei 17 aerei che si sapeva essere nell'aeroporto ne sono stati distrutti o danneggiati 13, in parte tedeschi della Luftwaffe e in parte italiani dell'Aeronautica Nazionale Repubblicana. Gli aerei alleati non hanno incontrato caccia avversari ma solo “FlaK” (contraerea) di debole intensità e sono rientrati tutti nella base sarda. L'azione, condotta sotto la guida del maggiore J.E. Criswell del 34º squadrone, sarà premiata con la decorazione militare statunitense DUC “Distinguished Unit Citations”.
Mercoledì 19 gennaio
La data fissata per lo sbarco ad Anzio è prossima e così gli anglo – americani intensificano l'attività di indebolimento delle difese avversarie. 147 bombardieri pesanti della Fifteenth USAAF (United States Army Air Forces), i Boeing B-17 Flying Fortress e i Consolidated B-24 Liberator, colpiscono l'aeroporto di Ciampino. La scorta è affidata ai caccia Lockheed P-38 Lightning; i caccia bombardieri Republic P-47 Thunderbolt sganciano bombe a frammentazione su Ciampino e sull'area romana.
Giovedì 20 gennaio

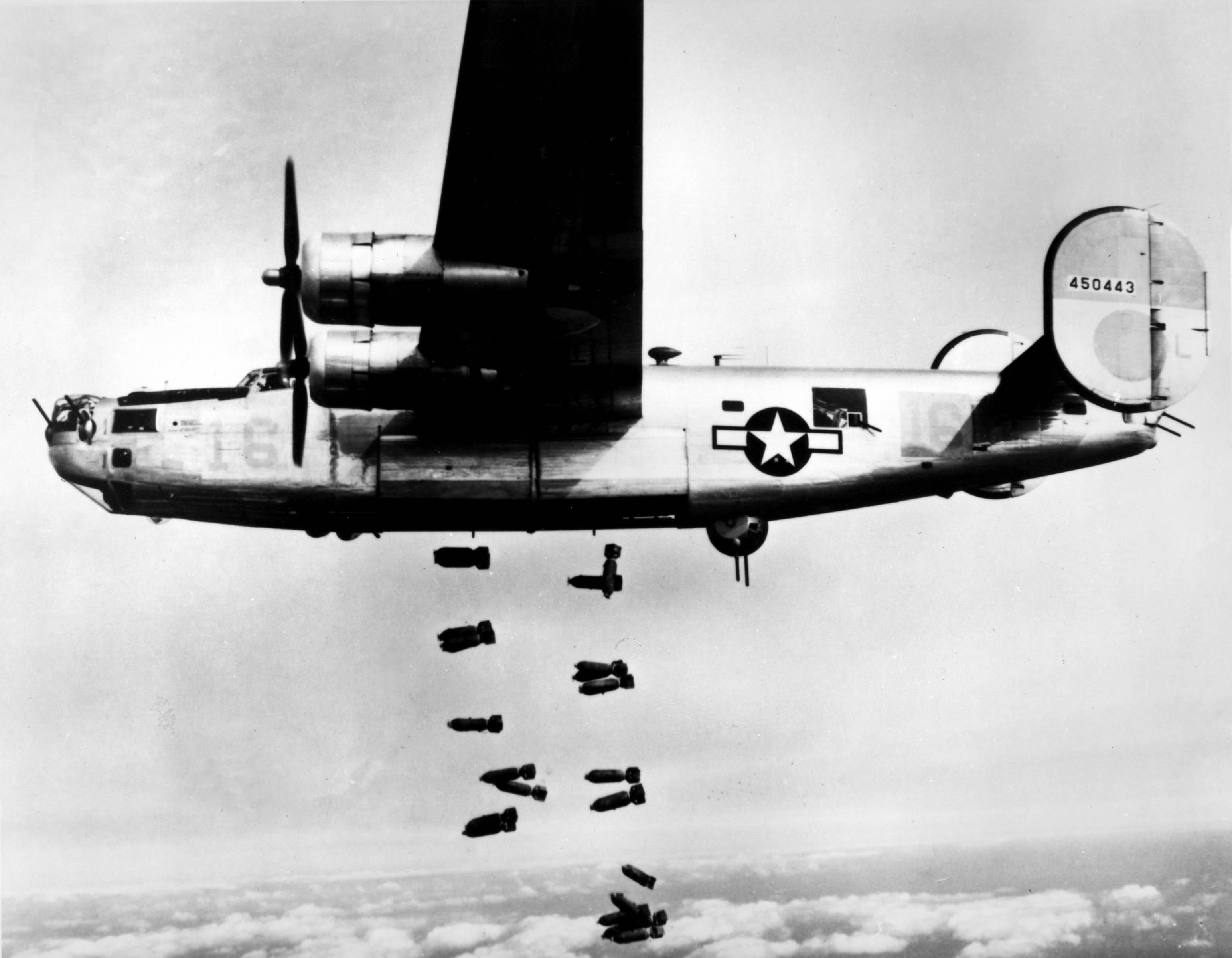
Un esemplare di bombardiere pesante Consolidate B-24 Liberator

197 bombardieri pesanti della Fifteenth USAAF, B-17 e B-24, colpiscono nuovamente l'aeroporto di Ciampino rendendolo praticamente inservibile. Caccia Lockheed P-38 Lightning provvedono alla scorta mentre i caccia bombardieri Republic P-47 Thunderbolt sganciano bombe a frammentazione sugli obiettivi.
Giovedì 27 gennaio
I caccia assaltatori e bombardieri in picchiata North American A-36 della Twelfth USAAF, bombardano ferrovia ed edifici a Ciampino.
Domenica 30 gennaio

Ciò che resta dell'ingresso principale di Palazzo Colonna dopo il bombardamento del 2 febbraio 1944

A Marino in seguito ad un'azione partigiana viene ferito gravemente un ufficiale tedesco. Soldati tedeschi fermano Fernando Lanciotti che, trovato in possesso di un'arma da fuoco, viene fucilato sul posto.

Palazzo Colonna dopo il bombardamento del 2 febbraio 1944, la Fontana dei Mori è sepolta dalle macerie

### I raid di febbraio 1944
Martedì 1º febbraio

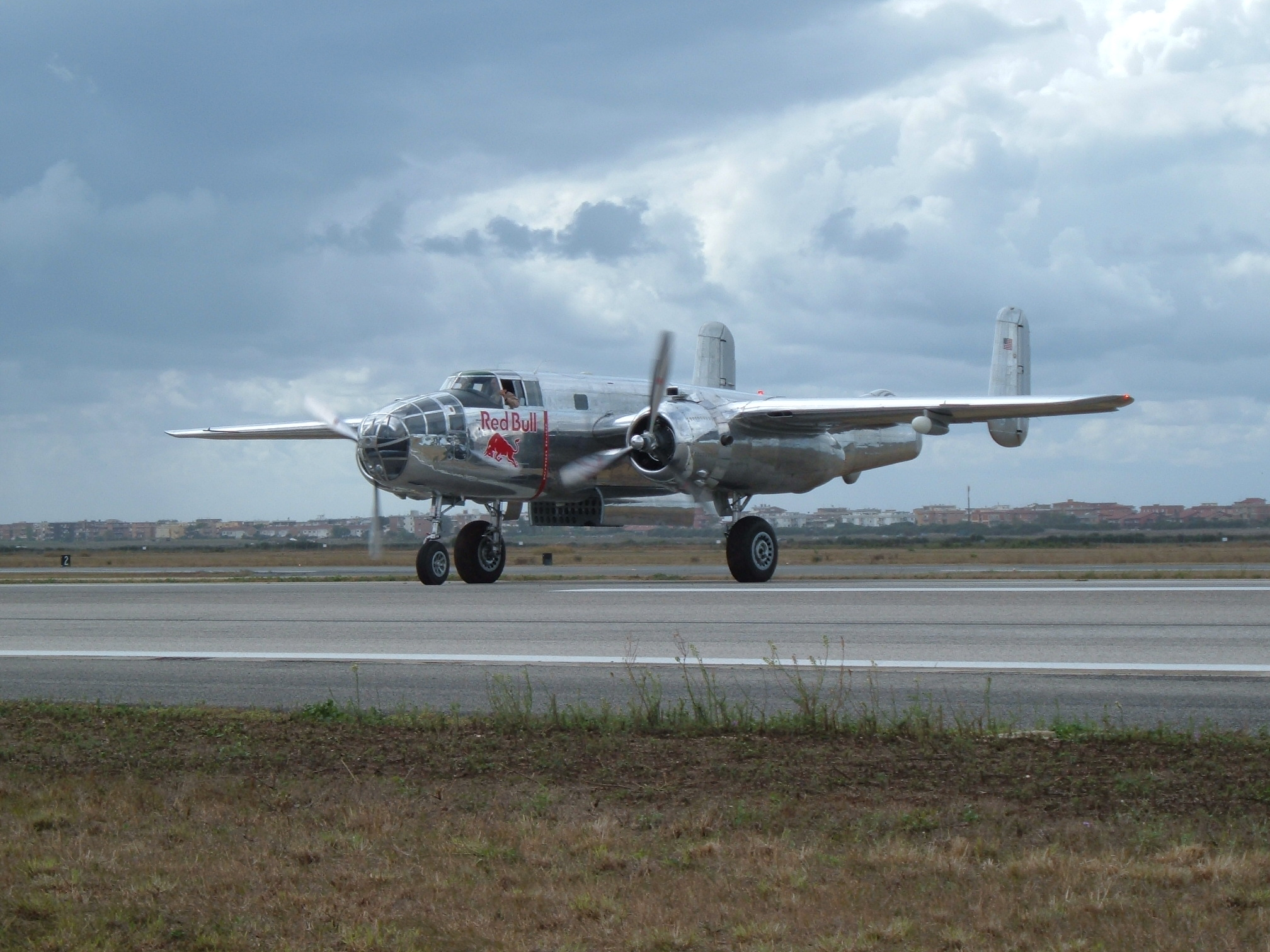
Un esemplare restaurato di North American B-25 Mitchell, simile a quelli che bombardarono Marino il 2 febbraio 1944, pacificamente atterrato a Pratica di Mare il 17/09/2006

Bombardieri della Twelfth USAAF, i B-25 Mitchell, bombardano Albano dove viene colpito il convento delle Suore clarisse tra le cui macerie perdono la vita 16 religiose. L'obiettivo era disattivare la via Appia che difatti viene interrotta bombardando il monumentale ponte di Ariccia fatto costruire nel 1854 da Papa Pio IX.
Mercoledì 2 febbraio

L'imbocco di Via Paolo Mercuri dopo il bombardamento

Nei primi giorni di febbraio le truppe tedesche concentrano gli sforzi per respingere l'avanzata degli alleati. Infatti ora Kesselring, fatte affluire due divisioni dal fronte di Cassino, riesce a contenere il primo vero attacco alleato. Il territorio di Marino, seppure con il ruolo di retrovia, come altri paesi dei Castelli Romani, si trova pienamente coinvolto nelle operazioni militari. Vengono requisite abitazioni civili, per lo più villette, per adibirle ad alloggi per i militari e a sedi dei comandi delle 5 divisioni germaniche (la 26ª Panzer Division, la Fallschirm-Panzer-Division Hermann Göring, la 3ª e 90ª Panzergrenadier Division e i paracadutisti della 4ª Fallschirmjager Division) che si opponevano all'avanzata del VI Corpo d'Armata del generale Lucas.
Alle ore 12,30 circa, bombardieri medi North American B-25 Mitchell della Fifteenth USAAF, capaci di portare ciascuno 1.360 kg di bombe, sganciano il loro micidiale carico sul centro storico di Marino (testimoni riferiscono che la formazione, proveniente dal versante di Castel Gandolfo fosse costituita da circa 20 aerei ma, per analogia con altre azioni di bombardamento, si può ritenere che il numero degli aerei fosse notevolmente maggiore).
I bersagli della "Tactical operation" dei North American B-25 Mitchell della Twelfth Air Force in Marino sono una stazione radio installata nel cinquecentesco Palazzo Colonna, da cui, si disse, fosse uscito poco prima lo stesso Generalfeldmarschal Albert Kesselring, e un autoparco realizzato nei pressi della seicentesca villa Colonna a "Bel Poggio" poi Desideri. Distruggere questi obbiettivi era di particolare importanza per gli anglo - americani in relazione alla battaglia che cruentamente si combatte sulla testa di ponte a poche decine di chilometri di distanza nell'entroterra di Anzio. Il bombardamento operato dai B-25 è stato assai preciso, infatti nel 1944 per il comando americano era considerato “preciso” ogni bombardamento in cui almeno il 50% delle bombe fosse caduto in un raggio di 300 metri dall'obbiettivo. Palazzo Colonna viene centrato in pieno e distrutto come è ridotta in macerie Villa Desideri e distrutti gli obbiettivi militari installati all'interno o nei pressi di tali edifici. In un raggio più o meno di 300 metri da questi viene danneggiata gravemente la Fontana dei Mori in Piazza Lepanto; vengono distrutte abitazioni civili alle “Coste” in Via Posta Vecchia e in Via Santa Lucia; è colpita la zona dell'Ospedale Vecchio e distrutto il monumento ai caduti con le case che circondavano la torre Orsini in Piazza XXVIII Ottobre (ora Piazza Matteotti). Viene colpito Corso Vittorio Emanuele II (ora Corso Trieste) e distrutte alcune abitazioni in Via delle Mura (ora Via Garibaldi), tra le quali quella delle suore “Piccole Discepole di Gesù”, vengono distrutte anche alcune case presso la "Villa del Sole" a Vascarelle. Racconterà poi Zaccaria Negroni, esponente del CLN clandestino, che alle richieste d'informazioni degli alleati il CLN avrebbe segnalato l'inesistenza in Marino di obiettivi militari indicando invece come unico obbiettivo militare il quadrivio della Via dei Laghi che, distante oltre 300 metri dall'abitato, venne trascurato dai B-25. Questo primo bombardamento del centro di Marino registrò un numero imprecisato di vittime civili, le stime indicano circa 200 morti con altrettanti feriti, mentre non è noto se vi siano stati coinvolti i militari tedeschi. A tarda sera arrivano aiuti da Roma, i Vigili del Fuoco e una squadra dell'Unione Nazionale Protezione Antiaerea (UNPA).
Giovedì 3 febbraio

Via Santa Lucia dopo il bombardamento del 2 febbraio 1944

Prosegue l'opera di sgombero delle macerie per il recupero delle salme e di eventuali superstiti, si completa la liberazione dai detriti delle strade principale. Il comando tedesco ordina il reclutamento coatto di uomini per i lavori di sgombero macerie, sia in Marino che in altri comuni nonché al fronte. La popolazione, nel timore di altri bombardamenti e per sfuggire ai cannoneggiamenti e al lancio di spezzoni notturni, cerca rifugio in campagna, nelle grotte vinarie che si estendono nel sottosuolo marinese, nonché nelle gallerie ferroviarie nei pressi della città sulla linea Ciampino - Albano già da tempo interrotta.
Venerdì 5 febbraio

Un'immagine delle distruzioni che hanno colpito Marino nel 1944; edifici su Piazza San Barnaba (foto d'epoca)

Due esemplari gemelli del cannone ferroviario "Krupp 28 cm K5 E", chiamati dai tedeschi “Leopold” e “Robert”, iniziano a sparare i loro micidiali proiettili sulla testa di ponte del fronte di Anzio dalla stazione di Ciampino.
Questi due giganteschi cannoni, fatti arrivare da Milano, via Roma, su ordine del Generalfeldmarschal Albert Kesselring, insieme al convoglio ferroviario a loro servizio vengono posti al riparo dalle ricognizioni e dalle incursioni aeree anglo-americane nella galleria di Ciampino a Colle Oliva, sulla linea Ciampino – Frascati, in prossimità di Villa Senni nel territorio di Grottaferrata, poco distante da Ciampino. Dalla galleria viene fatto uscire un pezzo alla volta per posizionarlo nella stazione di Ciampino ove era disponibile lo spazio sufficiente per allestire la piattaforma girevole sulla quale il pezzo d'artiglieria può ruotare per il necessario puntamento, e lanciare sulle truppe alleate in tutta l'area del fronte, a circa 40 km di distanza, proiettili del peso di kg 250.
Martedì 8 febbraio
Inizia un forte attacco tedesco mirato ad eliminare interamente la testa di ponte di Anzio. Da Ciampino danno il proprio contributo i due potenti cannoni ferroviari ”Krupp 28 cm 5K E”, chiamati dagli alleati "Anzio Annie e "Anzio Express". Come nei giorni precedenti il territorio di Marino è fatto oggetto di quotidiani lanci notturni di spezzoni e di mitragliamenti aerei diurni. Il giorno successivo, il 9 i tedeschi riconquisteranno Aprilia e il 10 Corroceto, quindi si avrà un breve allentamento della pressione germanica durante la quale gli anglo americani saranno impegnati in un infruttuoso contrattacco.
Mercoledì 16 febbraio
Alle ore 6,30, 4 divisioni germaniche, appoggiate dal fuoco di circa 450 pezzi d'artiglieria iniziano una nuova e violenta offensiva contro le truppe anglo americane.
L'aviazione alleata intensifica gli sforzi per colpire le retrovie e interrompere il flusso di rifornimenti tedeschi al fronte. Marino come gli altri paesi dei Castelli Romani continua ad essere oggetto di quotidiani lanci notturni di spezzoni.
Giovedì 17 febbraio
Alle ore 12 circa, bombardieri pesanti della Fifteenth USAAF, i B-17 “Fortezze volanti”, capaci di portare ciascuno 8.000 kg di bombe, e i B-24 “Liberator”, con 4000 kg di bombe ciascuno, appartenenti al 455th Bombardment Group (Heavy), con base all'aeroporto di San Giovanni, e al 456th Bombardment Group (Heavy), con base a Cerignola in provincia di Foggia, colpiscono la zona di Marino, ai limiti del territorio di Grottaferrata, in località San Giuseppe. I tedeschi avevano allestito nei pressi del Convento Camporesi delle “Piccole Sorelle dei Poveri”, tra questo e la strada principale, un'area di deposito con capannoni e magazzini. È questo l'obbiettivo dei bombardieri che di fatto è stato centrato, ma ne pagò le conseguenze l'ala nord est del convento sotto le cui macerie perirono ben 19 suore. Furono distrutti anche alcuni edifici tra i quali la villa Canestri.

### Le ultime incursioni
Giovedì 9 marzo
Caccia bombardieri della Fifteenth USAAF, i Curtiss P-40, colpiscono postazioni d'artiglieria a sud di Ciampino, obbiettivo ricercato sono ancora una volta i cannoni ferroviari "Krupp 28 cm K5 E", troppo preziosi e troppo protetti dai tedeschi per poter essere scovati e colpiti.
Martedì 23 maggio

La Basilica di San Barnaba danneggiata dalle icursioni aeree

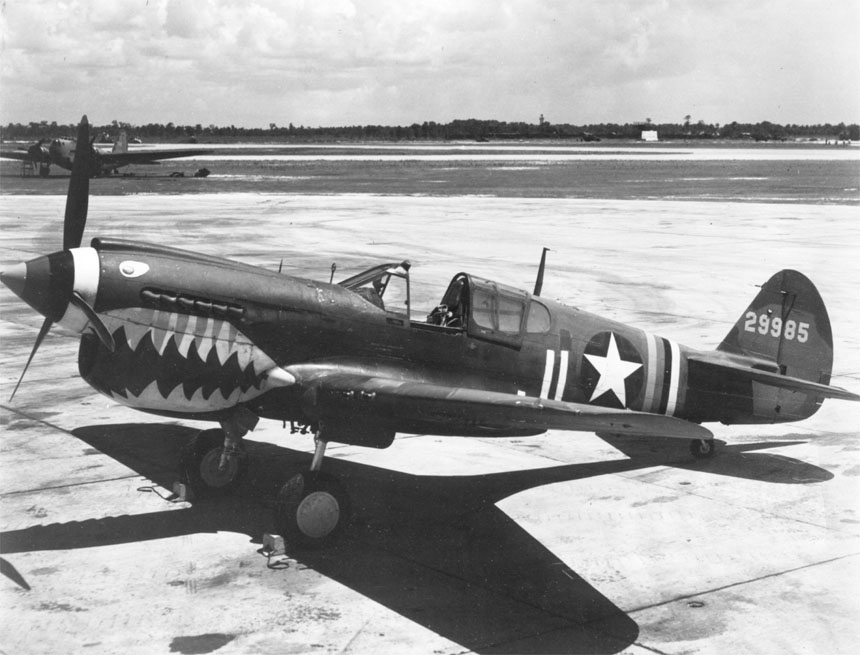
Il caccia bombardiere Curtiss P-40

Tre le ore 7,20 e le 7,44 dall'aeroporto di Grottaglie in provincia di Taranto decollano 37 bombardieri pesanti B-24 “Liberator” del 449th Bomb Group della Fifteenth USAAF, un velivolo rientra immediatamente alla base. Alle ore 8,28, a 7.000 piedi su Manduria in provincia di Taranto si congiunge alla formazione il 450th Bomb Group della Fifteenth USAAF decollato da quell'aeroporto, su San Vito, si aggregano il 376th Bomb Group con i B-17 “Fortezze volanti”, decollato da San Pancrazio e il 98th Bomb Group, decollato da Lecce, quindi l'intera formazione di B-17 “Fortezze volanti” e B-24 “Liberator” con la scorta dei caccia Lockheed P-38 Lightning e North American P-51 Mustang sorvola Capri e Ponza diretta all'obbiettivo prefissato costituito da un concentramento di truppe a Grottaferrata e nell'adiacente territorio di Marino. L'obbiettivo viene raggiunto, con rotta di 63°, alle ore 10,39 ad una quota compresa tra i 18.900 e i 22.500 piedi. Del 449º gruppo 10 aerei hanno sganciato sull'obbiettivo 22 tonnellate di bombe, 3 aerei si sono liberati del carico, 3 aerei hanno sganciato bombe su differenti obbiettivi e 22 velivoli hanno riportato indietro il carico. Alle ore 12,16 tutti gli aerei del gruppo fanno ritorno alla base di partenza, 9 sono danneggiati dalla contraerea. Il bombardamento “a tappeto” colpisce tra l'altro a Marino il Collegio degli Scozzesi, il Villino del Sen. Mancini a Vascarelle, un gruppo di villini a San Rocco e alcune bombe cadono sul Cimitero abbattendo parte del muro di cinta e devastando le tombe.
Venerdì 26 maggio
La popolazione di Marino è costretta a rintanarsi nelle grotte; è pericolosissimo uscirne perché il cannoneggiamento è continuo e a questo si aggiungono i mitragliamenti e i lanci di spezzoni da parte di caccia bombardieri. Si registrano ancora vittime da schegge di granate d'artiglieria.
Sabato 27 maggio
Un proiettile d'artiglieria colpisce Via Roma, rimangono colpite numerose persone, tra queste i morti sono 7.
Domenica 28 maggio
Marino è oggetto di un intenso cannoneggiamento viene colpito tra l'altro il Cimitero.
Lunedì 29 maggio
Prosegue il forte cannoneggiamento.
Martedì 30 maggio
Nella notte tra il 31 maggio e il 1º giugno una bomba d'aereo colpisce una cantina nei pressi dell'Arco di San Giovanni nel "Castelletto", numerose sono le vittime.
Mercoledì 31 maggio
Nel pomeriggio, bombardieri d'attacco A-20, Douglas “Havoc” della Twelfth USAAF colpiscono con quattro incursioni la Basilica di San Barnaba sfondandone il tetto e la cupola. Spezzoni incendiari cadono su Via delle Mura nei pressi della "Coroncina". Le truppe alleate continuano l'avanzata, raggiungono l'Appia e prendono Lanuvio e Valmontone.
Giovedì 1º giugno

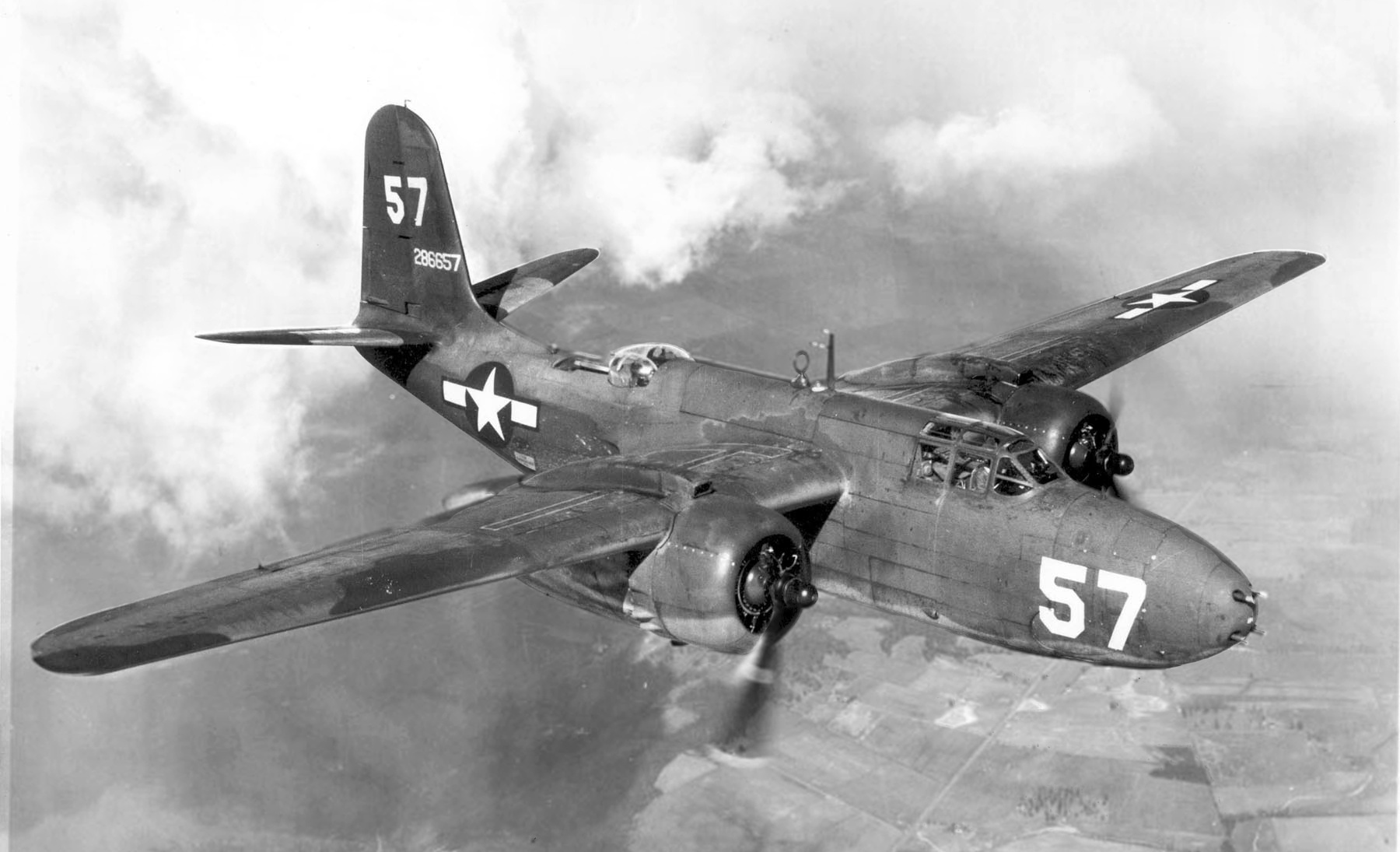
Un bombardiere medio Douglas A-20G Havoc in volo

Un proiettile di artiglieria, proveniente dalla direzione di Monte Cavo, colpisce un gruppo di persone, uscite momentaneamente dal rifugio per una boccata d'aria, nei pressi della Chiesa di Santa Maria delle Grazie a Borgo Garibaldi. I morti sono 11 oltre a numerosi feriti. Altre cannonate colpiscono l'imbocco di Via Cairoli, il Corso Vittorio Emanuele II (ora Corso Trieste) e Via delle Mura (Via Garibaldi), tutte provenienti dalla zona di Monte Cavo indice di un movimento del fronte.
Venerdì 2 giugno
Il fronte è in continuo movimento, le truppe anglo americane sono in avanzata; i reparti tedeschi proseguono un ordinato ripiegamento verso Nord organizzando punti di disturbo, più che di vera e propria resistenza, destinati a rallentare l'avanzata alleata. Marino da lì a poco potrebbe diventare terreno di combattimenti con serio pericolo per la popolazione civile. Nel pomeriggio il Commissario Prefettizio Caprini consegna nelle mani di Zaccaria Negroni, presidente della Commissione Comunale, l'ordine del Prefetto per lo sfollamento del paese. Tale ordine non viene mai reso noto ritenendo non opportuno mettere in allarme la popolazione e fare uscire dalle grotte donne, vecchi e bambini mentre piovono le cannonate. Verosimilmente, le tranquillizzanti notizie acquisite dal locale Comitato di Liberazione Nazionale presso gli alleati influenzano tale decisione.
Sabato 3 giugno
Prosegue il cannoneggiamento alleato come pure prosegue il transito di truppe tedesche in direzione di Roma e oltre verso nord. Squadre di soldati germanici si attestano in punti strategici per rallentare e disturbare l'avanzata delle truppe alleate. Tra i punti prescelti c'e anche la galleria ferroviaria della linea Ciampino Albano, da tempo inefficiente e utilizzata come ricovero dagli sfollati.

### L'ultima incursione
Domenica 4 giugno
Durante tutta la notte è proseguito il cannoneggiamento che però non ha interrotto il continuo transito di truppe e di carri tedeschi. Nella mattinata il cannoneggiamento via via diminuisce d'intensità. Gruppi di soldati tedeschi organizzano punti a difesa del ripiegamento del grosso delle truppe. Un plotone si è organizzato a metà di Via Garibaldi in corrispondenza della "Coroncina" alla confluenza con Via Cairoli. Altri militari si sono appostati nei pressi del Cimitero e della Chiesetta di San Rocco ormai bombardata, luogo di evidente importanza strategica. Infatti in quel punto vi è la confluenza di Via Vecchia di Grottaferrata (direzione Grottaferrata) e di Via Capo d'Acqua (direzione Rocca di Papa e Velletri) con Corso Vittoria Colonna (strada principale che collega Grottaferrata e Frascati a Marino); se si deve intralciare l'avanzata degli alleati quello è il punto ideale. Intorno a mezzogiorno arrivano notizie sulla presenza di truppe americane a Frascati e perfino a Grottaferrata in località San Giuseppe. L'epilogo è ormai prossimo. Intorno alle ore 13 il cannoneggiamento cessa, aerei ricognitori alleati sorvolano dall'alto la zona.
Un ultimo colpo di cannone colpisce il convento del Rosario dove era stato allestito un ospedaletto. Le avanguardie americane, provenienti da Grottaferrata entrano in contatto con la postazione tedesca di San Rocco, ne nasce uno scontro a fuoco con armi leggere e mortai. La fanteria alleata, con l'appoggio dei carri, neutralizza la resistenza tedesca rimangono sul terreno alcuni soldati germanici, altri vengono fatti prigionieri.
È questo l'unico combattimento che ha visto affrontarsi direttamente uomini dei due schieramenti senza la mediazione del mezzo aereo o dell'artiglieria a lunga gittata. I soldati tedeschi trincerati lungo Via Garibaldi abbandonano la posizione prima di venire in contatto con gli americani lasciando il terreno disseminato di bombe a mano. Le truppe alleate entrano nel centro storico di Marino da due direttrici. Una colonna da Via San Rocco risale per Via Cairoli raggiunge Via Garibaldi e prosegue la sua marcia verso Roma. Un'altra colonna, sempre da San Rocco, scende lungo corso Vittoria Colonna e si immette in Via Garibaldi congiungendosi alle altre truppe dirette verso Roma. Timidamente i marinesi escono dai propri rifugi e dopo un primo momento di smarrimento salutano festanti quella moltitudine di uomini e mezzi che si dirige verso Nord. L'incubo è finito. Zaccaria Negroni, presidente del locale Comitato di Liberazione Nazionale, viene nominato dalle autorità militari alleate sindaco della città. Nel tardo pomeriggio le truppe anglo americane entrano in Roma.
Mercoledì 7 giugno
A Civitavecchia si conclude la ritirata verso il Nord dei due pezzi di artiglieria ferroviaria tedeschi "Krupp 28 cm K5 E" che, chiamati dagli alleati "Anzio Annie" e "Anzio Express", sparavano dalla stazione di Ciampino. Il "Leopold" "Anzio Annie", immobilizzato nella stazione ferroviaria di Civitavecchia ma non eccessivamente danneggiato dalle incursioni aeree, viene catturato dagli americani del 168º Reggimento Fanteria della 34ª Divisione. Il "Robert" "Anzio Express" subisce un mitragliamento aereo in aperta campagna nei pressi di Civitavecchia e i militari tedeschi, dopo averlo reso inefficiente con l'esplosivo, lo abbandonano alle truppe anglo-americane. Questi due cannoni saranno smontati e trasportati prima a Napoli e quindi saranno spediti negli Stati Uniti.

### La vita riprende
Domenica 11 giugno
La vita riprende in una nuova realtà. Sgomberate le carcasse degli aerei della Luftwaffe, ripristinate alla meglio le piste anche con l'uso abbondante delle "grelle", l'aeroporto di Ciampino accoglie il 99th Fighter Squadron della Fifteenth USAAF e il 332th Fighter Group (aggregato all'86th Fighter Group della Twelfth USAAF) trasferiti dall'aeroporto di Pignataro Maggiore – Grazzanise con i P-47 Thunderbolt.
Lunedì 12 giugno
Il 522d, il 523d Fighter Squadrons e il 27th Fighter Group della Twelfth USAAF sono trasferiti dall'aeroporto di Le Banca a quello di Ciampino con i P-47 Thunderbolt.